# Federico Guglielmo II di Nassau-Siegen
Federico Guglielmo II, Principe di Nassau-Siegen (Siegen, 11 novembre 1706 – Siegen, 2 marzo 1734), fu l'ultimo Principe di Nassau-Siegen della linea calvinista. Era il figlio maggiore di Federico Guglielmo Adolfo (1680–1722) e di sua moglie, Elisabetta d'Assia-Homburg (1681–1707).

## Biografia
Aveva solo 16 anni quando ereditò il principato e si rivelò incapace di guidarlo fuori dalla crisi finanziaria in cui si trovava.
Morì nel 1734 senza eredi maschi. L'Imperatore Carlo VI in seguito infeudò Nassu-Siegen a Guglielmo IV di Orange-Nassau-Dietz.

### Matrimonio e figli
Il 23 settembre 1728 Federico Guglielmo II sposò Sofia Polissena Concordia di Sayn-Wittgenstein und Hohenstein (Berlino, 28 maggio 1709 - Siegen, 15 dicembre 1781), figlia del Conte August David zu Sayn-Wittgenstein-Hohenstein. Ebbero cinque figlie femmine:
- Principessa Carlotta Sofia Luisa (6 giugno 1729 - 2 aprile 1759) sposò il 30 settembre 1748 il Conte Carlo Paolo Ernesto di Bentheim-Steinfurt (linea minore)
- Principessa Federica Guglielmina Polissena (3 aprile 1730 - 18 novembre 1733)
- Principessa Maria Eleonora Concordia (2 marzo 1731 - 20 aprile 1759). Morì di vaiolo nella casa del predicatore Theodore Diederich Henrich Wever a Kamen[2]
- Principessa Federica Augusta Sofia (1º giugno 1732 - 23 marzo 1733)
- Principessa Caterina Anna (19 giugno 1734 - 9 giugno 1759)

## Ascendenza
|                                                      |                                        |                                               | Genitori                                        |  |  | Nonni |  |  | Bisnonni                         |  |  | Trisnonni                          |  |
|                                                      |                                        |                                               |                                                 |  |  |       |  |  | Heinrich, conte di Nassau-Siegen |  |  | Johann VII, conte di Nassau-Siegen |  |
|                                                      |                                        |                                               |                                                 |  |  |       |  |  | Heinrich, conte di Nassau-Siegen |  |  | Johann VII, conte di Nassau-Siegen |  |
|                                                      |                                        | Margarete von Schleswig-Holstein-Sonderburg   |                                                 |  |  |       |  |  | Heinrich, conte di Nassau-Siegen |  |  |                                    |  |
| Wilhelm Moritz, principe di Nassau-Siegen            |                                        |                                               |                                                 |  |  |       |  |  | Heinrich, conte di Nassau-Siegen |  |  |                                    |  |
|                                                      |                                        | Maria Magdalena von Limburg-Stirum            | Georg Ernst, conte di Limburg-Stirum            |  |  |       |  |  |                                  |  |  |                                    |  |
|                                                      |                                        | Maria Magdalena von Limburg-Stirum            | Georg Ernst, conte di Limburg-Stirum            |  |  |       |  |  |                                  |  |  |                                    |  |
|                                                      |                                        | Maria Magdalena von Limburg-Stirum            | Magdalena von Bentheim-Tecklenburg              |  |  |       |  |  |                                  |  |  |                                    |  |
| Friedrich Wilhelm I, principe di Nassau-Siegen       |                                        | Maria Magdalena von Limburg-Stirum            |                                                 |  |  |       |  |  |                                  |  |  |                                    |  |
|                                                      |                                        | Adolf, conte di Nassau-Schaumburg             | Ludwig Heinrich, principe di Nassau-Dillenburg  |  |  |       |  |  |                                  |  |  |                                    |  |
|                                                      |                                        | Adolf, conte di Nassau-Schaumburg             | Ludwig Heinrich, principe di Nassau-Dillenburg  |  |  |       |  |  |                                  |  |  |                                    |  |
|                                                      |                                        | Adolf, conte di Nassau-Schaumburg             | Katharina von Sayn-Wittgenstein                 |  |  |       |  |  |                                  |  |  |                                    |  |
| Ernestine Charlotte von Nassau-Dillenburg-Schaumburg |                                        | Adolf, conte di Nassau-Schaumburg             |                                                 |  |  |       |  |  |                                  |  |  |                                    |  |
|                                                      |                                        | Elisabeth Charlotte von Holzappel             | Peter Melander von Holzappel                    |  |  |       |  |  |                                  |  |  |                                    |  |
|                                                      |                                        | Elisabeth Charlotte von Holzappel             | Peter Melander von Holzappel                    |  |  |       |  |  |                                  |  |  |                                    |  |
|                                                      |                                        | Elisabeth Charlotte von Holzappel             | Agnes von Efferen                               |  |  |       |  |  |                                  |  |  |                                    |  |
| Friedrich Wilhelm II, principe di Nassau-Siegen      |                                        | Elisabeth Charlotte von Holzappel             |                                                 |  |  |       |  |  |                                  |  |  |                                    |  |
|                                                      | Friedrich I, langravio d'Assia-Homburg | Georg I, langravio d'Assia-Darmstadt          |                                                 |  |  |       |  |  |                                  |  |  |                                    |  |
|                                                      | Friedrich I, langravio d'Assia-Homburg | Georg I, langravio d'Assia-Darmstadt          |                                                 |  |  |       |  |  |                                  |  |  |                                    |  |
|                                                      | Friedrich I, langravio d'Assia-Homburg | Maddalena di Lippe                            |                                                 |  |  |       |  |  |                                  |  |  |                                    |  |
| Friedrich II, langravio d'Assia-Homburg              | Friedrich I, langravio d'Assia-Homburg |                                               |                                                 |  |  |       |  |  |                                  |  |  |                                    |  |
|                                                      |                                        | Margarete Elisabeth von Leiningen-Westerburg  | Christoph, conte di Leiningen-Westerburg        |  |  |       |  |  |                                  |  |  |                                    |  |
|                                                      |                                        | Margarete Elisabeth von Leiningen-Westerburg  | Christoph, conte di Leiningen-Westerburg        |  |  |       |  |  |                                  |  |  |                                    |  |
|                                                      |                                        | Margarete Elisabeth von Leiningen-Westerburg  | Anna Maria Ungnad, baronessa di Weissenwolff    |  |  |       |  |  |                                  |  |  |                                    |  |
| Elisabeth Franziska von Hessen-Homburg               |                                        | Margarete Elisabeth von Leiningen-Westerburg  |                                                 |  |  |       |  |  |                                  |  |  |                                    |  |
|                                                      |                                        | Jacob Kettler, duca di Curlandia e Semigallia | Wilhelm Kettler, duca di Curlandia e Semigallia |  |  |       |  |  |                                  |  |  |                                    |  |
|                                                      |                                        | Jacob Kettler, duca di Curlandia e Semigallia | Wilhelm Kettler, duca di Curlandia e Semigallia |  |  |       |  |  |                                  |  |  |                                    |  |
|                                                      |                                        | Jacob Kettler, duca di Curlandia e Semigallia | Sophie von Preußen                              |  |  |       |  |  |                                  |  |  |                                    |  |
| Luise Elisabeth von Kurland                          |                                        | Jacob Kettler, duca di Curlandia e Semigallia |                                                 |  |  |       |  |  |                                  |  |  |                                    |  |
|                                                      |                                        | Luise Charlotte von Brandenburg               | Georg Wilhelm, principe elettore di Brandeburgo |  |  |       |  |  |                                  |  |  |                                    |  |
|                                                      |                                        | Luise Charlotte von Brandenburg               | Georg Wilhelm, principe elettore di Brandeburgo |  |  |       |  |  |                                  |  |  |                                    |  |
|                                                      |                                        | Luise Charlotte von Brandenburg               | Elisabeth Charlotte von der Pfalz-Simmern       |  |  |       |  |  |                                  |  |  |                                    |  |
|                                                      |                                        | Luise Charlotte von Brandenburg               |                                                 |  |  |       |  |  |                                  |  |  |                                    |  |